# よこまち
株式会社よこまちは、青森県八戸市に本社を置く、八戸市内最古の老舗スーパーマーケットチェーンである。店舗名はよこまちストア。八社会に加盟している。

## 歴史・概要
- 1903年（明治36年）に八戸市大工町で食料品・雑貨の小売商を開いたのが始まりである[2]。

1961年（昭和36年）11月15日有限会社よこまちストアとして法人化し、1962年（昭和37年）にスーパーマーケット方式へ転換した。

## 沿革
- 1903年（明治36年） - 八戸市大工町にて創業[2]。
- 1961年（昭和36年）11月 - 有限会社よこまちストアとして法人化[3]。
- 1989年（平成元年）5月 - 株式会社よこまちに改組、社名変更[3]。
- 1999年（平成11年）11月1日 - 当社の店舗向け商品を一括配送っを行う雪印アクセス八戸MDセンターが稼働開始[4]。
- 2003年（平成15年）2月 - 八社会に加盟[広報 1]。
- 2015年（平成27年）5月 - 移動スーパーとくし丸の事業を開始[広報 1]。
- 2018年（平成30年）4月 - コープ東北サンネット事業連合と商品の共同仕入れと物流の共同化を開始[5]。

## 現在の店舗

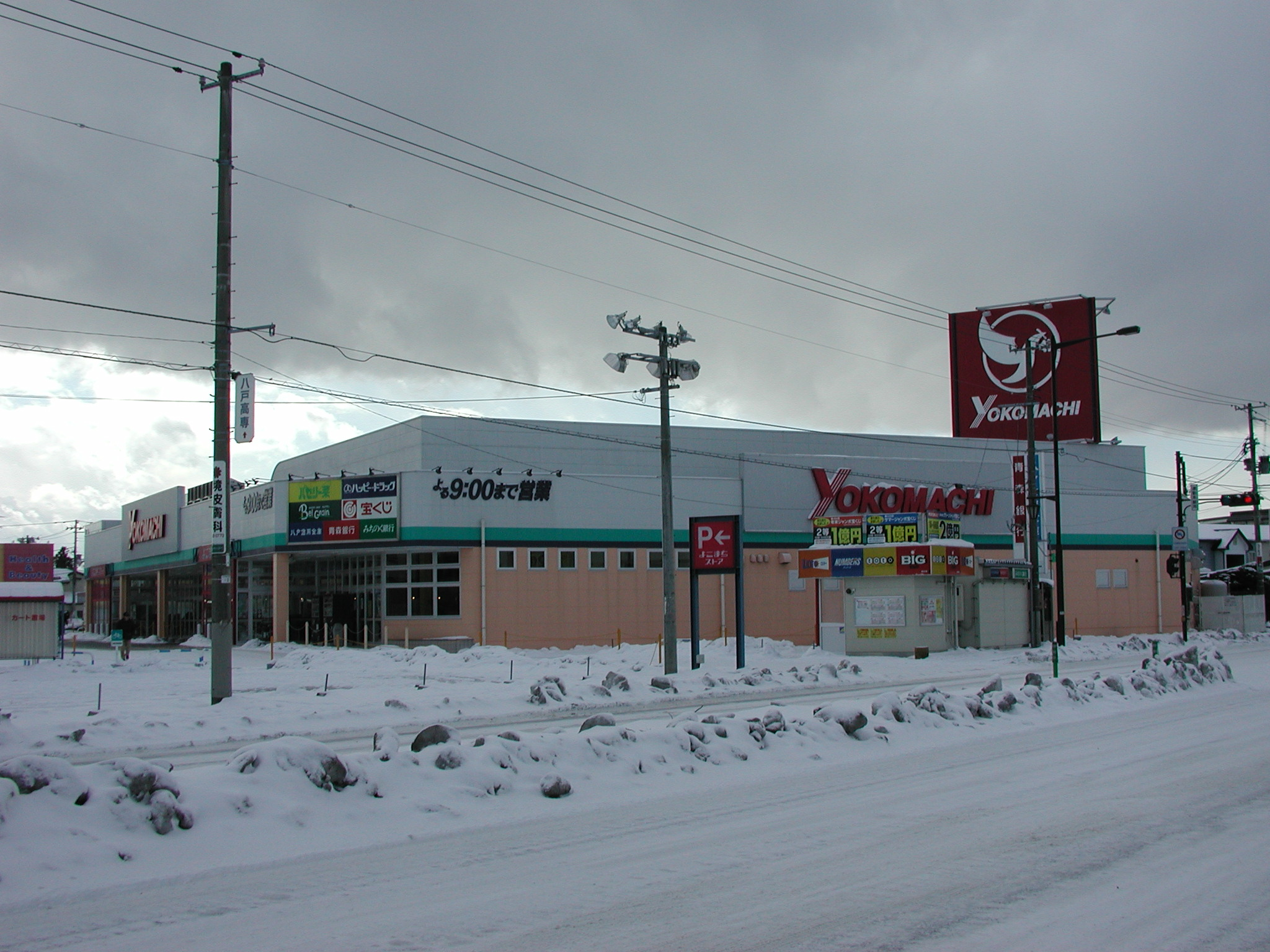
一番町店

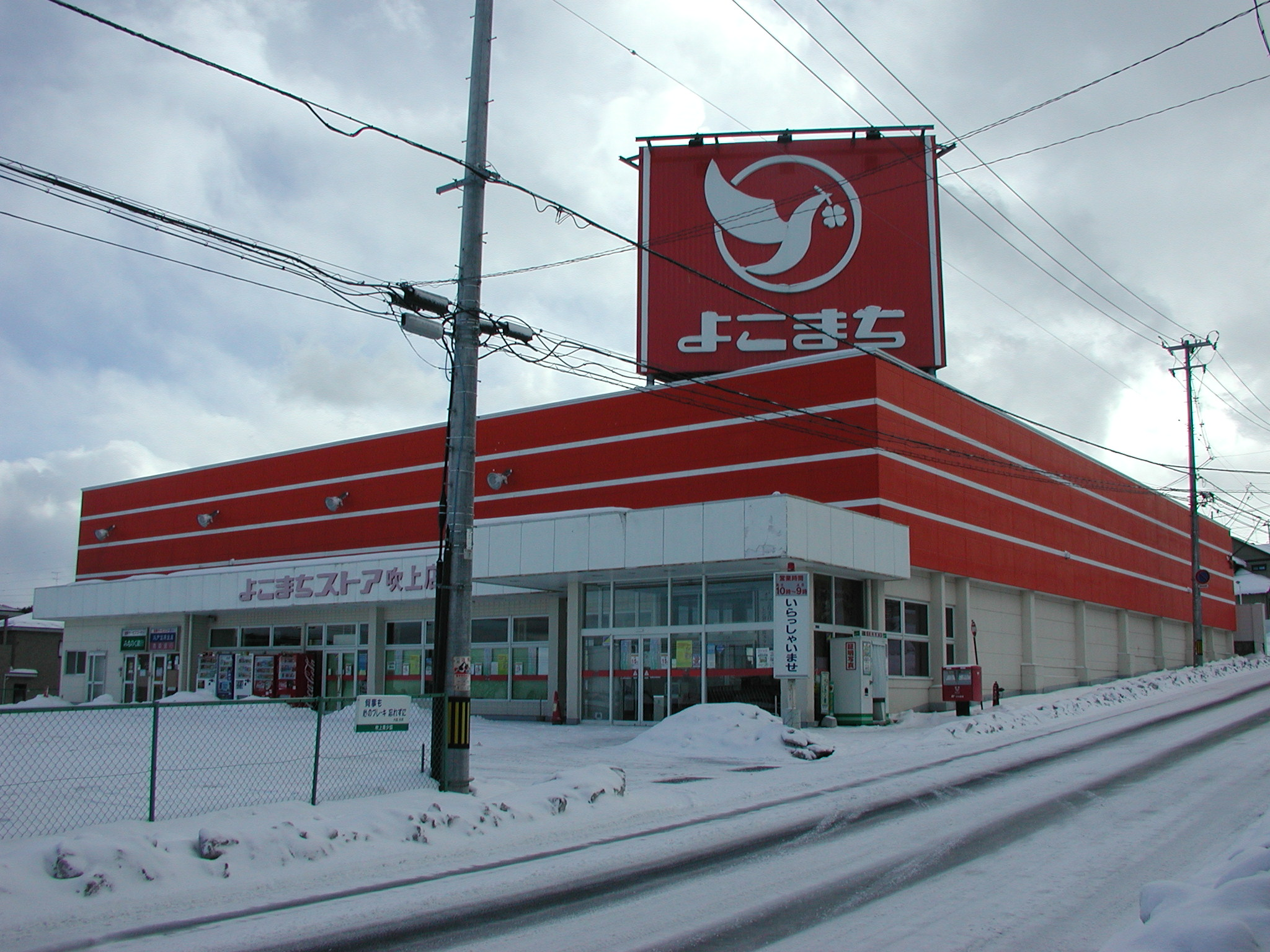
吹上店（オレンジカラーの頃の店舗外観、現在はリニューアル済）

現在は八戸市に5店舗、五戸町に1店舗、三沢市に1店舗の計7店舗。本社社屋は一番町店に隣接する。
現行店舗は公式サイトを参照。

## かつて存在した店舗
- 八戸市
  - 大工町店（八戸市大工町11[6]、1903年（明治36年）開店[1]）

店舗面積300m2
- - 中居林店（八戸市中居林平5[7]）
  - 是川店（八戸市是川5-3-1[7]）
  - 白銀店（現在の100円ショップ「セリア生活良品白銀店」）[要出典]
  - 大杉平店（現在の100円ショップ「セリア生活良品大杉平店」）[要出典]
  - 類家店（八戸市類家3-2-13[7]）
- 階上町
  - 階上店（現在の薬王堂青森階上店）[要出典]
- 三沢市
  - 三沢店（三沢市岡三沢2丁目[8]、2002年（平成14年）7月開店[9]）

2021年（令和3年）9月28日に移転する形で岡三沢店が開店することに伴い、閉店となった。
- 十和田市
  - 十和田店（十和田市稲生町17-35[10]）

## その他
- ハウス電子マネー／ポイントカード こまちカードを導入している[広報 2]。
- 宝くじ・スポーツくじ売場の運営（八戸市内6店舗、五戸町1店舗、三沢市1店舗、階上町1店舗）
- 移動スーパー『とくし丸』[広報 3]
- アイスホッケーのクラブチーム 東北フリーブレイズのコーポレートサポーターに加盟している[広報 4]。
- 代表取締役社長の横町俊明は青森県公安委員会委員長[広報 5]、八戸前沖さばブランド推進協議会顧問を務める。

#### 広報資料・プレスリリースなど一次資料
1. 1 2  “会社沿革”.   よこまち. 2024年7月26日閲覧。
2. ↑  “こまちカードのご案内”.   よこまち. 2024年7月26日閲覧。
3. ↑  “移動スーパーとくし丸”.   よこまち. 2024年7月26日閲覧。
4. ↑  “コーポレートサポーター”.   東北フリーブレイズ. 2024年7月26日閲覧。
5. ↑  “委員プロフィール 令和5年10月8日現在”.   青森県公安委員会. 2024年7月26日閲覧。